# Caída libre

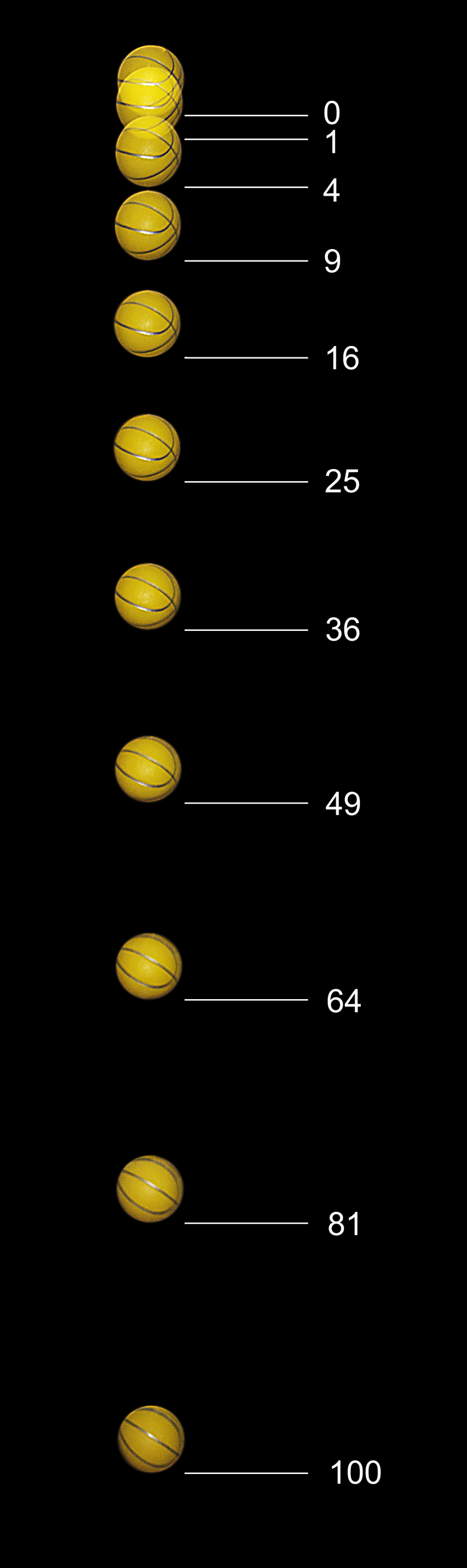
Caída libre de una pelota. Se muestran, mediante fotografía estroboscópica, las posiciones de la pelota a intervalos regulares de tiempo: para t = 1, 2, 3, 4, 5, ..., el espacio recorrido es proporcional a 1, 4, 9, 16, 25, ..., etc.

En física, se denomina caída libre al movimiento de un cuerpo bajo la acción exclusiva de un campo gravitatorio. Esta definición formal excluye a todas las caídas reales influenciadas en mayor o menor medida por la resistencia aerodinámica del aire, así como a cualquier otra que tenga lugar en el seno de un fluido; sin embargo, es frecuente también referirse coloquialmente a estas como caídas libres, aunque los efectos de la densidad del medio no sean por lo general despreciables.
El concepto es aplicable también a objetos en movimiento vertical ascendente sometidos a la acción desaceleradora de la gravedad, como un disparo vertical (llama este movimiento como tiro vertical); o a cualquier objeto (satélites naturales o artificiales, planetas, etc.) en órbita alrededor de un cuerpo celeste. Otros sucesos referidos también como caída libre lo constituyen las trayectorias geodésicas en el espacio-tiempo descritas en la teoría de la relatividad general.
Ejemplos de caída libre deportiva los encontramos en actividades basadas en dejarse caer una persona a través de la atmósfera sin sustentación alar ni de paracaídas durante un cierto trayecto.

## Como sistema de referencia
Un sistema de referencia ligado a un cuerpo en caída libre puede considerarse inercial o no inercial en función del marco teórico que se esté usando.
En la física clásica, la fuerza gravitatoria que se ejerce sobre una masa es proporcional a la intensidad del campo gravitatorio en la posición espacial donde se encuentre dicha masa. La constante de proporcionalidad es precisamente el valor de la masa inercial del cuerpo, tal y como establece el principio de equivalencia. En la física relativista, la gravedad es el efecto que produce sobre las trayectorias de los cuerpos la curvatura del espacio-tiempo; en este caso, la gravedad no es una fuerza, sino una geodésica. Por tanto, desde el punto de vista de la física clásica, un sistema de referencia en caída libre es un sistema acelerado por la fuerza de la gravedad y, como tal, es no inercial. Por el contrario, desde el punto de vista de la física relativista, el mismo sistema de referencia es inercial, pues, aunque está acelerado en el espacio, no está acelerado en el espacio-tiempo. La diferencia radica en la propia definición de los conceptos geométricos y cinemáticos, que para cada marco teórico son completamente diferentes.

## Caída libre ideal

Animación de la caída libre.

En la caída libre ideal, se desprecia la resistencia aerodinámica que presenta el aire al movimiento del cuerpo, analizando lo que pasaría en el vacío. En esas condiciones, la aceleración que adquiriría el cuerpo sería debida exclusivamente a la gravedad, siendo independiente de su masa; por ejemplo, si dejáramos caer una bala de cañón y una pluma en el vacío, ambos adquirirían la misma aceleración, {\displaystyle g\,}, que es la aceleración de la gravedad.
Por lo tanto, partiendo de un cuerpo (móvil) sometido exclusivamente a la aceleración de la gravedad que es constante en todo el recorrido, tenemos esta siguiente operación.
{\displaystyle -g=constante}
considerando vertical el eje y, con el sentido positivo hacia arriba, la aceleración de la gravedad es vertical hacia abajo, por lo que la señalamos con signo negativo:
{\displaystyle {\cfrac {dv}{dt}}=-g}
{\displaystyle dv=-g\,dt}
{\displaystyle \int _{v_{0}}^{v_{1}}dv=-g\int _{t_{0}}^{t_{1}}dt}
{\displaystyle v_{1}-v_{0}=-g(t_{1}-t_{0})}
{\displaystyle v_{1}=v_{0}-g(t_{1}-t_{0})}
la velocidad que alcanza el móvil tiempo {\displaystyle t_{1}} es igual a la velocidad inicial {\displaystyle v_{0}} que el cuerpo tenía para {\displaystyle t_{0}} más la aceleración de la gravedad {\displaystyle g\,} por el incremento de tiempo, si {\displaystyle t_{0}=0} entonces:
{\displaystyle v=v_{0}-gt}
si el cuerpo se deja caer desde el reposo {\displaystyle v_{0}=0}, entonces:
{\displaystyle v=-gt}
para determinar la posición, cuota y, tenemos que:
{\displaystyle {\cfrac {dy}{dt}}=v=v_{0}-gt}
{\displaystyle dy=(v_{0}-gt)dt}
{\displaystyle \int _{y_{0}}^{y_{1}}dy=\int _{t_{0}}^{t_{1}}(v_{0}-gt)dt}
{\displaystyle \int _{y_{0}}^{y_{1}}dy=v_{0}\int _{t_{0}}^{t_{1}}dt-g\int _{t_{0}}^{t_{1}}t\,dt}
{\displaystyle y_{1}-y_{0}=v_{0}(t_{1}-t_{0})-{\cfrac {1}{2}}g(t_{1}^{2}-t_{0}^{2})}
{\displaystyle y_{1}=y_{0}+v_{0}(t_{1}-t_{0})-{\cfrac {1}{2}}g(t_{1}^{2}-t_{0}^{2})}
si tomamos {\displaystyle t_{0}=0}:
{\displaystyle y=y_{0}+v_{0}\,t-{\cfrac {1}{2}}g\,t^{2}}
En esta expresión se tiene en cuenta que se mide sobre el eje y, tomando el sentido positivo en sentido vertical hacia arriba, tanto la posición como la velocidad y se considera como negativo el sentido vertical hacia abajo en cuanto a la posición como en cuanto a la velocidad o aceleración.

## Ecuación del movimiento
De acuerdo a la segunda ley de Newton, la fuerza {\displaystyle \mathbf {F} } que actúa sobre un cuerpo es igual al producto de su masa {\displaystyle m\,} por la aceleración que adquiere. En caída libre solo intervienen el peso {\displaystyle \mathbf {P} } (vertical, hacia abajo) y el rozamiento aerodinámico {\displaystyle \mathbf {f} (v)} en la misma dirección, y sentido opuesto a la velocidad. Dentro de un campo gravitatorio aproximadamente constante, la ecuación del movimiento de caída libre es:

{\displaystyle \mathbf {F} =\mathbf {P} +\mathbf {f} =-mg{\mathbf {j} }-f{\frac {\mathbf {v} }{v}}=m{\frac {d\mathbf {v} }{dt}}}

La aceleración de la gravedad {\displaystyle g\,} lleva signo negativo porque se toma el eje vertical como positivo hacia arriba.

## Trayectorias posibles

### Totalmente vertical
El movimiento del cuerpo en caída libre es vertical con velocidad creciente (aproximadamente movimiento uniformemente acelerado con aceleración g) (aproximadamente porque la velocidad aumenta cuando el objeto disminuye en altura, en la mayoría de los casos la variación es despreciable). La ecuación de movimiento se puede escribir en términos la altura y:

(1){\displaystyle -mg+f=ma_{y}\,}

donde:
{\displaystyle a_{y},v_{y}\;}, son la aceleración y la velocidad verticales.
{\displaystyle f\;}, es la fuerza de rozamiento fluidodinámico (que aumenta con la velocidad).
- Si, en primera aproximación, se desprecia la fuerza de rozamiento, cosa que puede hacerse para caídas desde pequeñas alturas de cuerpos relativamente compactos, en las que se alcanzan velocidades moderadas, la solución de la ecuación diferencial (1) para las velocidades y la altura vienen dada por:

{\displaystyle {\begin{matrix}v_{y}(t)=v_{0}-gt\\y(t)=h_{0}+v_{0}t-{\frac {1}{2}}gt^{2}\end{matrix}}}

donde v0 es la velocidad inicial, para una caída desde el reposo v0 = 0 y h0 es la altura inicial de caída.
- Para grandes alturas u objetos de gran superficie (una pluma, un paracaídas) es necesario tener en cuenta la resistencia fluidodinámica que suele ser modelizada como una fuerza proporcional a la velocidad, siendo la constante de proporcionalidad el llamado rozamiento aerodinámico kw:

(2){\displaystyle -mg-k_{w}v_{y}=ma_{y}\,}

En este caso la variación con el tiempo de la velocidad y el espacio recorrido vienen dados por la solución de la ecuación diferencial (2):

{\displaystyle {\begin{cases}v_{y}=v_{0}e^{-k_{w}t/m}+{\cfrac {mg}{k_{w}}}(e^{-k_{w}t/m}-1)\\y=h_{0}-{\cfrac {mgt}{k_{w}}}-m\left({\cfrac {mg+k_{w}v_{0}}{k_{w}^{2}}}\right)(e^{-k_{w}t/m}-1)\end{cases}}}

Nótese que en este caso existe una velocidad límite dada por el rozamiento aerodinámico y la masa del cuerpo que cae:

{\displaystyle v_{\infty }=\lim _{t\to \infty }v_{y}(t)=-{\frac {mg}{k_{w}}}}

- Un análisis más cuidadoso de la fricción de un fluido revelaría que a grandes velocidades el flujo alrededor de un objeto no puede considerarse laminar, sino turbulento y se producen remolinos alrededor del objeto que cae de tal manera que la fuerza de fricción se vuelve proporcional al cuadrado de la velocidad:

(3){\displaystyle ma_{y}=m{\frac {d^{2}y}{dt^{2}}}=-mg-\epsilon {\frac {C_{d}}{2}}\rho A_{t}v_{y}^{2}}

Donde:
{\displaystyle C_{d}\;}, es el coeficiente aerodinámico de resistencia al avance, que solo depende de la forma del cuerpo.
{\displaystyle A_{t}\;}, es el área transversal a la dirección del movimiento.
{\displaystyle \rho \;}, es la densidad del fluido.
{\displaystyle \epsilon =\mathrm {sgn} (v_{y})\;}, es el signo de la velocidad.
La velocidad límite puede calcularse fácilmente poniendo igual a cero la aceleración en la ecuación (3):

{\displaystyle v_{\infty }={\sqrt {\frac {2mg}{C_{d}\rho A_{t}}}}}

La solución analítica de la ecuación diferencial (3) depende del signo relativo de la fuerza de rozamiento y el peso por lo que la solución analítica es diferente para un cuerpo que sube o para uno que cae. La solución de velocidades para ambos casos es:

{\displaystyle {\begin{cases}v_{y}(t)={\sqrt {\cfrac {g}{\alpha }}}\tan \left(-t{\sqrt {{\alpha }{g}}}+\arctan \left(v_{0}{\sqrt {\cfrac {\alpha }{g}}}\right)\right)&\epsilon >0\\v_{y}(t)={\sqrt {\cfrac {g}{\alpha }}}\tanh \left(-t{\sqrt {{\alpha }{g}}}-{\mbox{arctanh}}\left(v_{0}{\sqrt {\cfrac {\alpha }{g}}}\right)\right)&\epsilon \leq 0\end{cases}}}

Donde: {\displaystyle \alpha =C_{d}\rho A_{t}/2m\;}.
Si se integran las ecuaciones anteriores para el caso de caída libre desde una altura {\displaystyle h_{0}} y velocidad inicial nula y para el caso de lanzamiento vertical desde una altura nula con una velocidad inicial {\displaystyle v_{0}} se obtienen los siguientes resultados para la altura del cuerpo:
Caída libre ({\displaystyle v_{y}(0)=0} y {\displaystyle y(0)=h_{0}}):

{\displaystyle y(t)=h_{0}-{\cfrac {1}{\alpha }}\ln \left[\cosh \left(-t{\sqrt {{\alpha }{g}}}\right)\right]}

El tiempo transcurrido en la caída desde la altura {\displaystyle y=h_{0}} hasta la altura {\displaystyle y=0} puede obtenerse al reordenar la ecuación anterior:

{\displaystyle t(0)-t(h_{0})={\cfrac {1}{\sqrt {{\alpha }{g}}}}{\mbox{arccosh}}\left(e^{{\alpha }h_{0}}\right)}

Lanzamiento vertical ({\displaystyle v_{0}=v_{0}} y {\displaystyle y(0)=0}):

{\displaystyle y(t)={\cfrac {1}{\alpha }}\ln \left[{\cfrac {\cos \left[-t{\sqrt {{\alpha }{g}}}+\arctan \left(v_{0}{\sqrt {\cfrac {\alpha }{g}}}\right)\right]}{\cos \left[{\mbox{arctan}}\left(v_{0}{\sqrt {\cfrac {\alpha }{g}}}\right)\right]}}\right]}

Si la altura {\displaystyle h_{0}} es aquella en que la velocidad vertical se hace cero, entonces el tiempo transcurrido desde el lanzamiento hasta el instante en que se alcanza la altura {\displaystyle h_{0}} puede calcularse como:

{\displaystyle t(h_{0})-t(0)={\cfrac {1}{\sqrt {{\alpha }g}}}{\mbox{arctan}}\left(v_{0}{\sqrt {\cfrac {\alpha }{g}}}\right)={\cfrac {1}{\sqrt {{\alpha }g}}}{\mbox{arccos}}\left(e^{-{\alpha }h_{0}}\right)}

Se puede demostrar que el tiempo que tarda un cuerpo en caer desde una altura {\displaystyle h_{0}} hasta el suelo a través del aire es mayor que el que tarda el mismo cuerpo en alcanzar la altura máxima de {\displaystyle h_{0}} si es lanzado desde el suelo. Para ello basta con probar la desigualdad siguiente:

{\displaystyle {\mbox{arccosh}}\left(e^{{\alpha }h_{0}}\right)>{\mbox{arccos}}\left(e^{-{\alpha }h_{0}}\right)}

{\displaystyle \forall \alpha ,h_{0}>0}

sabiendo que {\displaystyle {\mbox{arccosh}}\left(e^{{\alpha }h_{0}}\right)\in \left[1,+\infty \right)} y que {\displaystyle {\mbox{arccos}}\left(e^{-{\alpha }h_{0}}\right)\in \left[0,{\cfrac {\pi }{2}}\right]}
Intuitivamente la diferencia de tiempos es clara, en el tiro hacia arriba la velocidad inicial es mayor por lo que la fuerza de rozamiento promedio a lo largo de la trayectoria también es mayor que la que se alcanza en tiro hacia abajo.

### Parabólica y cuasiparabólica
Cuando un cuerpo cae en caída libre pero no parte del reposo porque tiene una velocidad no nula, entonces la trayectoria de caída no es una recta sino una curva aproximadamente parabólica. La ecuación de la trayectoria en coordenadas cartesianas viene dada por:

(4){\displaystyle {\frac {dy}{dx}}={\frac {v_{y}}{v_{x}}}\qquad \qquad {\begin{cases}v_{y}(0)=0\\v_{x}(0)=V_{x}\end{cases}}\qquad \qquad {\begin{cases}y(0)=h_{0}\\x(0)=0\end{cases}}}

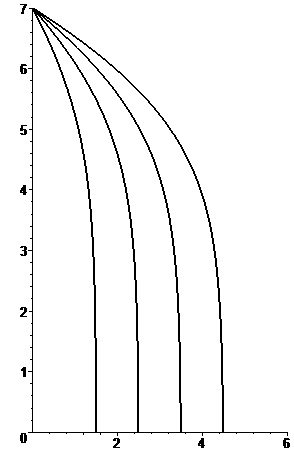
Rozamiento -k_{w}v. Trayectorias cuasiparabólicas con rozamiento proporcional a la velocidad, para cinco valores diferentes de la velocidad horizontal β = 1,5 - 2,5 - 3,5 - 4,5, desde una altura h = 7δ.

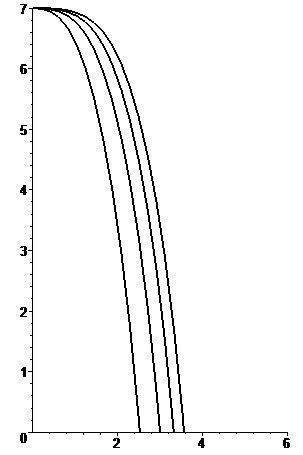
Rozamiento -C_{w}v^{2}. Trayectorias cuasiparabólicas con rozamiento proporcional al cuadrado de la velocidad, para cinco valores diferentes de la velocidad horizontal β = 1,5 - 2,5 - 3,5 - 4,5, desde una altura h = 7δ.

donde x es la coordenada horizontal (eje de abscisas) e y la coordenada vertical (eje de ordenadas).
La expresión de la velocidad vertical debe reescribirse en función de la coordenada x teniendo en cuenta que t = x/vx. Pueden distinguirse los siguientes casos:
- Para un cuerpo en caída libre sin rozamiento, la trayectoria es exactamente una parábola dada por:

{\displaystyle y(x)=h_{0}-{\frac {gx^{2}}{2V_{x}^{2}}}}

- Cuando se incluye el rozamiento aerodinámico, la trayectoria no es exactamente una parábola. Por ejemplo para una fuerza de rozamiento proporcional a la velocidad como en la (2) la trayectoria resulta ser:

{\displaystyle y(x)=h_{0}-\delta \left[{\frac {x}{\beta \delta }}-\ln \left(1-{\frac {x}{\beta \delta }}\right)\right]}

donde:
{\displaystyle \delta =gm^{2}/k_{w}^{2}}
{\displaystyle \beta =V_{x}k_{w}/mg}
Para una fuerza de rozamiento proporcional al cuadrado de la velocidad, la integración de las ecuaciones del movimiento es más compleja, presuponiendo fuerzas de rozamiento independientes en dirección horizontal y vertical proporcionales al cuadrado del valor de la componente:

{\displaystyle {\begin{cases}{\cfrac {dv_{x}}{dt}}=-C_{w}v_{x}^{2}\\{\cfrac {dv_{y}}{dt}}=+C_{w}v_{y}^{2}-g\end{cases}}}

La trayectoria viene dada por:

{\displaystyle y(x)=h_{0}-\delta \ln \left[\cosh \left({\frac {e^{x/\delta }-1}{\beta }}\right)\right]}

donde:
{\displaystyle \delta =1/C_{w}}
{\displaystyle \beta ={\sqrt {g/(C_{w}V_{x}^{2})}}}
Las figuras adjuntas muestran la forma de las trayectorias para cinco valores diferentes del parámetro β para una misma altura de caída (medida en unidades de longitud δ).

### Caída libre desde grandes alturas
La caída libre desde grandes alturas en un campo gravitatorio aproximadamente esférico, como es el caso del campo gravitatorio terrestre,  requiere correcciones importantes ya que en ese caso ni la magnitud ni la dirección de la fuerza gravitatoria son constantes. Concretamente para un campo gravitatorio newtoniano con simetría esférica, cuando podemos ignorar el rozamiento con la atmósfera, la trayectoria es un arco de elipse.
Para el caso particular de caída con velocidad inicial nula sin rozamiento desde una distancia {\displaystyle r_{0}} del centro del cuerpo de masa {\displaystyle M}, la trayectoria es una línea recta y la expresión de la velocidad {\displaystyle v}  del cuerpo que cae, en función de la distancia {\displaystyle r}  al centro de atracción gravitatoria generado por la masa {\displaystyle M} es:
{\displaystyle v={\sqrt {2\ G\ M\ \left({\dfrac {1}{r}}-{\dfrac {1}{r_{0}}}\right)}}}